# Coupe des nations de rink hockey 1955
Navigation
Coupe des nations 1954 Coupe des nations 1956
La Coupe des nations de rink hockey 1955 est la 29e édition de la compétition. La coupe se déroule en avril 1955 à Montreux.

## Déroulement
La compétition se compose d'un championnat à 8 équipes. Chaque équipes rencontrant les sept autres une seule fois.

## Résultats
|    | Équipes     | Pts | J | G | N | P | BP | BC | Diff |
| -- | ----------- | --- | - | - | - | - | -- | -- | ---- |
| 1º | Portugal    | 20  | 7 | 6 | 1 | 0 | 41 | 13 | 28   |
| 2º | Espagne     | 18  | 7 | 5 | 1 | 1 | 29 | 5  | 24   |
| 3º | Italie B    | 16  | 7 | 4 | 1 | 2 | 28 | 14 | 14   |
| 4º | Allemagne   | 15  | 7 | 4 | 0 | 3 | 26 | 17 | 9    |
| 5º | Montreux HC | 14  | 7 | 3 | 1 | 3 | 20 | 21 | -1   |
| 6º | Angleterre  | 13  | 7 | 3 | 0 | 4 | 17 | 38 | -21  |
| 7º | France      | 9   | 7 | 1 | 0 | 6 | 8  | 31 | -23  |
| 8º | Belgique    | 7   | 7 | 0 | 0 | 7 | 13 | 43 | -30  |

|             |  | Espagne | Italie | France | Allemagne | Belgique | Portugal | Angleterre |
| ----------- |  | ------- | ------ | ------ | --------- | -------- | -------- | ---------- |
| Montreux HC |  | 1-1     | 4-1    | 2-0    | 2-4       | 5-2      | 2-8      | 4-5        |
| Espagne     |  |         | 3-2    | 6-1    | 3-0       | 9-0      | 0-1      | 7-0        |
| Italie B    |  |         |        | 4-0    | 3-0       | 6-4      | 3-3      | 9-0        |
| France      |  |         |        |        | 3-6       | 2-1      | 2-8      | 0-4        |
| Allemagne   |  |         |        |        |           | 6-1      | 1-4      | 9-1        |
| Belgique    |  |         |        |        |           |          | 2-11     | 3-4        |
| Portugal    |  |         |        |        |           |          |          | 6-3        |
| Angleterre  |  |         |        |        |           |          |          |            |

## Classement final
| Place | Équipe      |
| ----- | ----------- |
|       | Portugal    |
|       | Espagne     |
|       | Italie B    |
| 4     | Allemagne   |
| 5     | Montreux HC |
| 6     | Angleterre  |
| 7     | France      |
| 8     | Belgique    |

| Vainqueur du tournoi de Montreux 1955 |
| ------------------------------------- |
| Portugal 4°                           |

## Classement des buteurs
| Pl. | Nom                    | Équipe    | Buts |
| --- | ---------------------- | --------- | ---- |
| 1   | Aldo Gelmini           | Italie    | 18   |
| 2   | Domingos Perdigão      | Portugal  | 17   |
| 3   | Pere Gallén i Balaguer | Espagne   | 15   |
| -   | Gerhard Theyssen       | Allemagne | 15   |